# Midville, Georgia
Midville är en ort i Burke County i Georgia. Enligt 2020 års folkräkning hade Midville 385 invånare. Orten grundades officiellt 1878.